# ضابط التبادل
ضابط التبادل هو ضابط مُكلَّف في القوات المسلحة لدولة ما، يُلحَق مؤقتًا بإحدى وحدات القوات المسلحة في دولة أخرى.
ويتولى ضباط التبادل عادةً أدوارًا مشابهة للأدوار التي يؤديها الضباط بالقوات المسلحة ببلادهم الأصلية. فيؤدي ضابط التبادل جميع الواجبات كما لو كان ضابطًا أصليًا في القوات المسلحة التي أُلحِق بها. ويشمل ذلك دخول الحرب، إن تطلب الأمر. لكن ذلك يستلزم تصريحًا تُصدِّق عليه حكومته الأصلية، بالإضافة إلى شروط أخرى قد تُفرَض أيضًا لفعل ذلك. ويكون، في الغالب، الهدف المُعلَن لبرنامج ضباط التبادل هو المساعدة في فهم أساليب عمل القوات الأخرى. ويوفر ذلك معلومات قيّمة تساعد في حالة ظهور أي مشكلات في العمليات المشتركة، مثل العمليات التي يجريها حلف الناتو؛ فتحول دون أن يعيق ذلك من تحقيق أهداف هذه المهام.
ويوجد العديد من ضباط التبادل في خدمات القوات المسلحة البريطانية والأمريكية. على سبيل المثال، أُلحِق أحد الضباط البريطانيين بالأكاديمية العسكرية الأمريكية في منطقة «ويست بوينت» لسنوات عديدة. على الجانب الآخر، يُلحِق الجيش الأسترالي، أيضًا، أحد ضباطه برتبة نقيب في الكلية العسكرية الملكية في ماليزيا. وبالرغم من إعلان الحكومة الكندية عن اتخاذها موقفًا محايدًا من حرب العراق، يحارب الكثير من الضباط الكنديين في العراق في إطار برنامج تبادل الضباط مع القوات المسلحة الأمريكية.

## نماذج مهمة
تشارلز ألفين بيكويث، هو ضابط بالقوات المسلحة الأمريكية، خدم في صفوف القوات الجوية الخاصة أثناء الأزمة الماليزية. وفي النهاية، أخذ ما تعلمه من إستراتيجيات عسكرية ودروس واقعية في القوات الجوية الخاصة إلى الجيش الأمريكي ليؤسس وحدة قوة دلتا.
توماس إس جونز، وهو جنرال في قوات مشاة بحرية الولايات المتحدة، عمل كضابط تبادل في قوات مشاة البحرية الملكية في المملكة المتحدة أثناء عمله العسكري.
في عام 2007، منحت الملكة إليزابيث الثانية قوات مشاة البحرية الأمريكية الرائد ويليام دي تشيساريك جونيور قلادة صليب الطيران المتميز تقديرًا لأعماله في عام 2006 كضابط تبادل في قيادة المروحيات البريطانية في العراق.
تضم مدمرة الصواريخ الموجهة، يو إس إس وينستون إس تشرشيل التابعة للقوات البحرية الأمريكية ضابطًا من البحرية الملكية البريطانية يعمل بصفة دائمة بين صفوفها. وفي المقابل، ضمت البارجة التابعة للبحرية الملكية البريطانية، إتش إم إس مارلبورو، ضابطًا تابعًا للقوات البحرية الأمريكية بصفة دائمة على متنها إلى أن توقفت عن الخدمة في يوليو عام 2005.
تُلحِق القوات الكندية ضابطًا بالقوات الأمريكية ليعمل كنائب للقائد العام لجيش الولايات المتحدة للفيلق الثالث، وهو الوحدة المشابهة في حجمها للقوات العسكرية الكندية الكاملة الموجودة في فورت هود، ويحمل هذا الضابط الآن رتبة عميد. Dean Milner. وتضم، أيضًا، القوات الجوية الثامنة عشر الموجودة في منطقة «فورت براج» العسكرية، ضابط تبادل كنديًا يعمل كنائب للقائد العام للجيش الأمريكي للعمليات، ويحمل الآن رتبة عميد. Wayne Eyre. عمل، كذلك، رئيسا أركان الدفاع الكنديان، الجنرال ريك هيلير والجنرال والتر ناتينسيزك، في برامج لتبادل الضباط مع القوات العسكرية الأمريكية قبل توليهما هذا المنصب.
بعد احتلال العراق، خدم الرقيب بسلاح المدفعية، براد كولبرت، في قوات مشاة البحرية الملكية البريطانية مدة عامين.

## برامج ضباط التبادل
هناك برنامج لتبادل الضباط بين الفرقة الجوية 82 وكتيبة المظلات التابعتين للجيش الأمريكي والجيش البريطاني، على التوالي. والفرقة الجوية الأمريكية 82 لديها برنامج مشابه مع الجيش الأسترالي، أيضًا. وثمة برنامج مشابه، كذلك، لقوات مشاة البحرية الملكية البريطانية مع قوات مشاة البحرية الأمريكية، كما هو الحال أيضًا بين القوات الجوية الخاصة وقوة دلتا.

## في الأعمال الفنية
- إحدى الشخصيات الثلاث للممثل بيتر سيلرز في الفيلم الأمريكي Dr. Strangelove or: How I Learned to Stop Worrying and Love the Bomb (د/سترانج لاف، أو: كيف تعلمت التوقف عن القلق وحب القنابل؟)، وهي النقيب ليونيل ماندريك، كان ضابط تبادل تابعًا للقوات الجوية الملكية يخدم في القوات الجوية الأمريكية.
- كانت شخصية الرائد البحري ميك برومبي في مسلسل جيه أيه جي ضابطًا بحريًا أستراليًا عُيّن للعمل مع جهاز القاضي العسكري العام في البحرية الأمريكية، كجزء من برنامج لتبادل الضباط بين البلدين.
- في حلقة "A Matter of Honor" (مسألة شرف) في المسلسل الجيل التالي، صار القائد ريكر ضابطًا على متن سفينة الفضاء «كلينجون بيرد أوف بري» في إطار برنامج تبادل الضباط بين الاتحاد الفيدرالي للكواكب وإمبراطورية كلينجون. وفي حلقة «خطايا الآباء»، صار كورن، شقيق وورف، أول ضابط على متن سفينة الفضاء «إنتربرايس».